# 에로이카 변주곡
피아노를 위한 변주곡과 푸가 E ♭ 장조 Op. 35 번은 1802년 루트비히 판 베토벤이 작곡한 피아노 독주를 위한 15개의 변주곡이다. 같은 주제에 대한 다른 변주곡 세트가 이듬해 작곡된 그의 교향곡 3번의 피날레로 사용되었기 때문에 일반적으로 에로이카 변주곡이라고 한다.
음악학자인 Leon Plantinga와 Alexander Ringer는 Eroica 테마의 영감이 고전 시대 작곡가 Muzio Clementi에서 비롯되었을 수 있다고 주장한다.   Plantinga는 소스가 Clementi의 피아노 소나타 F단조 Op. 13, No. 6(1784년 작곡), 에로이카 주제의 처음 7개 또는 8개 음표를 더 단순한 리듬으로 3악장의 시작(단조 키로), 나중에 멜로디에 맞출 수 있다. 장조(Eroica 테마는 장조에 있지만 단조에는 변형이 있음).  링거가 피아노 소나타 1악장 G단조 Op. 7, No. 3(1782년 작곡)은 멜로디(단조)와 리듬이 Eroica 주제의 처음 8마디와 밀접하게 일치하는 가능한 곳이다. (장조 버전도 악장에 존재하며 F 단조 Op. 13, No. 6 소나타의 장조 멜로디와 매우 밀접하게 일치한다.)

주제는 베토벤이 가장 좋아하는 주제였다. 프로메테우스의 창조물 (1801)을 위해 작곡한 발레 음악의 피날레와 그의 12곡 중 7번째 작품인 WoO 14(1800-02)에 이 곡을 사용한 적이 있다.
베토벤은 고전적인 주제와 변주곡 형식에서 벗어나 메인 테마가 아닌 베이스 라인을 메인 테마로 연다. 그런 다음 그는 이 베이스 라인의 세 가지 변형을 따라가며 마침내 메인 테마를 드러낸다. 이 접근 방식은 발레 음악에서 이어졌는데, 프로메테우스가 생명 형태를 점진적으로 창조한 것을 나타낸다. 에로이카 교향곡의 변주곡도 이와 같은 패턴을 따른다. 전통적인 변주 형식에서 또 다른 방식으로, 주요 주제의 15개 변주 후에 베토벤은 푸가와 안단테 콘 모토 로 구성된 피날레로 작품을 마무리한다.